# 김주형 (축구 선수)
김주형(한국 한자: 金珠亨, 2003년 3월 22일 ~ )은 대한민국의 축구 선수이며, 포지션은 공격수이다.